# 埼玉県道224号武蔵藤沢停車場線
埼玉県道224号武蔵藤沢停車場線（さいたまけんどう224ごう むさしふじさわていしゃばせん）は、埼玉県入間市の武蔵藤沢駅から、武蔵藤沢駅入口交差点までを結ぶ県道である。

## 通過する自治体
- 入間市

## 交差する道路
- 埼玉県道8号川越入間線（埼玉県入間市・武蔵藤沢駅入口交差点）